# Марлон Ремсі
Марлон Ремсі (англ. Marlon Ramsey; нар. 11 вересня 1974) — американський легкоатлет, який спеціалізувався в бігу на короткі дистанції.

## Спортивні досягнення
Чемпіон світу з естафетного бігу 4×400 метрів (1995).
Бронзовий призер чемпіонату США в приміщенні з бігу на 400 метрів (1996).
Дворазовий фіналіст з бігу на 400 метрів на чемпіонатах США — 5-е місце у 1995 та 7-е місце у 1996.